# Гавиньяно (Франция)
Гавиньяно (фр. Gavignano, корс. Gavignanu) — коммуна во Франции, находится в регионе Корсика. Департамент коммуны — Верхняя Корсика. Входит в состав кантона Голо-Морозалья. Округ коммуны — Корте.
Код INSEE коммуны — 2B122.

## Население
Население коммуны на 2008 год составляло 48 человек.
| 1962 | 1968 | 1975 | 1982 | 1990 | 1999 | 2008 |
| ---- | ---- | ---- | ---- | ---- | ---- | ---- |
| 87   | 97   | 43   | 42   | 51   | 55   | 48   |

## Экономика
В 2007 году среди 31 человека в трудоспособном возрасте (15—64 лет) 20 были экономически активными, 11 — неактивными (показатель активности — 64,5 %, в 1999 году было 50,0 %). Из 20 активных работали 18 человек (8 мужчин и 10 женщин), безработных было 2 (1 мужчина и 1 женщина). Среди 11 неактивных 2 человека были учениками или студентами, 3 — пенсионерами, 6 были неактивными по другим причинам.